# 安部公房
安部 公房（あべ こうぼう、本名：安部 公房〈あべ きみふさ〉、1924年〈大正13年〉3月7日 - 1993年〈平成5年〉1月22日）は、日本の小説家、劇作家、演出家。東京府北豊島郡（現：東京都北区）出身。昭和中期から平成初期にかけて活躍した現代日本文学を代表する作家の一人。
ノーベル委員会から「ノーベル文学賞に最も近い人物」と評価を得ていた中、脳内出血により急死した。

## 概要

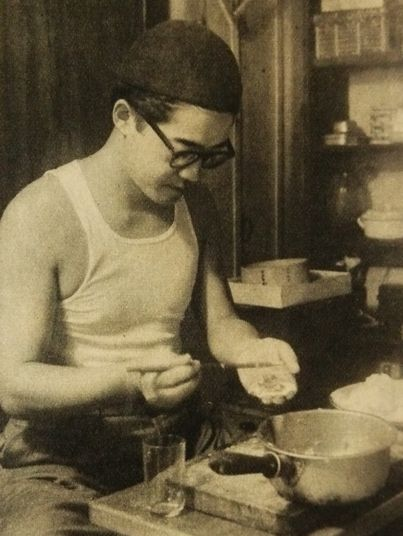
餃子を調理している安部公房（1954年）

東京府で生まれ、満洲で少年期を過ごす。高校時代からリルケとハイデッガーに傾倒していたが、戦後の復興期にさまざまな芸術運動に積極的に参加し、ルポルタージュの方法を身につけるなど作品の幅を広げ、三島由紀夫らとともに第二次戦後派の作家とされた。作品は海外でも高く評価され、世界30数か国で翻訳出版されている。
主要作品は、小説に『壁 - S・カルマ氏の犯罪』 (芥川賞受賞)、『砂の女』 (読売文学賞受賞)、『他人の顔』『燃えつきた地図』『箱男』『密会』など、戯曲に『幽霊はここにいる』『友達』『棒になった男』『緑色のストッキング』などがある。演劇集団「安部公房スタジオ」を立ちあげて俳優の養成にとりくみ、自身の演出による舞台でも国際的な評価を受けた。晩年はノーベル文学賞の有力候補と目された。ノーベル文学賞委員会のペール・ベストベリー委員長は読売新聞のインタビューで、「急死しなければ、ノーベル文学賞を受けていたでしょう。」と述べている。

## 生涯

### 生後まもなく満洲へ
北海道開拓民の両親をもつ安部浅吉と井村よりみの二男二女の長男として、1924年 (大正13年) 3月7日、東京府北豊島郡滝野川町 (現東京都北区西ケ原) に生まれる。本籍地は北海道上川郡東鷹栖町 （現旭川市）。安部の両親も共に旧東鷹栖村の出身であり、安部も小学2年から3年にかけての一時期に、母の実家で生活しながら、東鷹栖村近文第一小学校（現・旭川市立近文第一小学校）に通学していた。1923年 (大正12年)、満洲医科大学 (現中国医科大学) の医師であった浅吉は勤務先の奉天市から一時出向していた東京でよりみと結婚。翌年、よりみは公房を妊娠中に唯一の小説『スフィンクスは笑う』 (異端社)を上梓している。
1925年 (大正14年)、生後8ヵ月の安部公房は家族と共に満洲に渡り、奉天の日本人地区で幼少期を過ごした。小学校での実験的な英才教育「五族協和」の理念は、後に安部の作品や思想へ大きな影響を及ぼした。1937年 (昭和12年) 4月、旧制奉天第二中学校に入学。奉天の実家にあった新潮社の世界文学全集や第一書房の近代劇全集などを読み、特にエドガー・アラン・ポーの作品に感銘を受ける。1940年 (昭和15年)、中学校を4年で飛び級して卒業。日本に帰国し旧制成城高等学校 (現成城大学) 理科乙類に入学。ドイツ語教師の阿部六郎 (阿部次郎の実弟) からの影響で戯曲や実存主義文学を耽読する。在学中、高木貞治の『解析概論』を愛読し、成城始まって以来の数学の天才と称された。
同年冬に、軍事教練の影響で風邪をこじらせ肺浸潤を発症。一時休学し、奉天の実家に帰り療養。恢復を待って1942年 (昭和17年) 4月に復学。同年12月9日、エッセイ『問題下降に依る肯定の批判』を書き、翌年2月に発行された高校の校友会誌「城」の第40号に掲載される。これが安部の活字化された最初の作品となった。
1943年 (昭和18年) 3月、戦時下のため繰上げ卒業。この頃、安部の初の小説とされる『(霊媒の話より) 題未定』を書く。同年10月、東京帝国大学医学部医学科に入学。1944年、文科系学生の徴兵猶予が取り消されて次々と戦場へ学徒出陣していく中、「次は理科系が徴兵される番だ」という想いと「敗戦が近い」という噂から家族の安否を気遣い、同年末に大学に無断で満洲に帰るが、友人が代返をして取り繕ってくれていた。1945年 (昭和20年)、奉天で開業医をしていた父の手伝いをしていた頃に召集令状が届くが、入営前に8月15日の終戦を迎えた。同年冬、発疹チフスが大流行して、診療にあたっていた父が感染して死亡する。
1946年 (昭和21年)、敗戦のために家を追われ、奉天市内を転々としながらサイダー製造などで生活費を得る。同年の暮れに引き揚げ船にて帰国。北海道の祖父母宅へ家族を送りとどけたのち帰京する。以後、安部は中国を再訪することはなく、小説家としても満洲における体験を書くことはなかった。

### 帰国・作家デビュー
1947年 (昭和22年) 3月、女子美術専門学校 (現女子美術大学) の学生で日本画を専攻していた山田真知子 (後年、安部真知名義で安部の著書の装幀や芝居の舞台美術を手掛ける) と結婚し、それまで真知子が住んでいたアパートで同居生活を始める。同年、安部は満洲からの引き揚げ体験のイメージに基づく『無名詩集』を、謄写版印刷により自費出版する。ライナー・マリア・リルケやマルティン・ハイデッガーの影響を受けたこの62ページの詩集には、失われた青春への苦悩と現実との対決の意思が強く込められていた。
1948年 (昭和23年)、東大医学部を卒業。ただし、医師にならないことを前提とした条件付きの卒業単位付与であり、医師国家試験は受験しなかった。
同年、安部は「粘土塀」と題した処女長篇を、成城高校時代のドイツ語教師・阿部六郎のもとに持ち込んだ。この長篇は、一切の故郷を拒否する放浪の末に、満洲の匪賊の虜囚となった日本人青年が書き綴った、3冊のノートの形式を取った物語であったが、阿部六郎はこの作品を文芸誌『近代文学』の編集者の1人である埴谷雄高に送った。埴谷はただちに安部の才能を認めたが、当時の「近代文学」の編集は合議制であり、埴谷は同人の平野謙に却下されることを危惧し、他の雑誌へ安部を推挙した。その結果「粘土塀」の内の「第一のノート」が『終りし道の標べに』と改題され「個性」2月号に掲載された。これが安部にとってはじめての商業誌への作品発表となる。これがきっかけとなり、安部は埴谷、花田清輝、岡本太郎らが運営する「夜の会」に参加。埴谷、花田らの尽力により、1948年10月「粘土塀」は『終りし道の標べに』として真善美社から単行本で上梓された。
1949年 (昭和24年) 4月、初めてシュルレアリスムの手法を採り入れた短篇小説、『デンドロカカリヤ』を発表する。

### 1950年代・芥川賞受賞

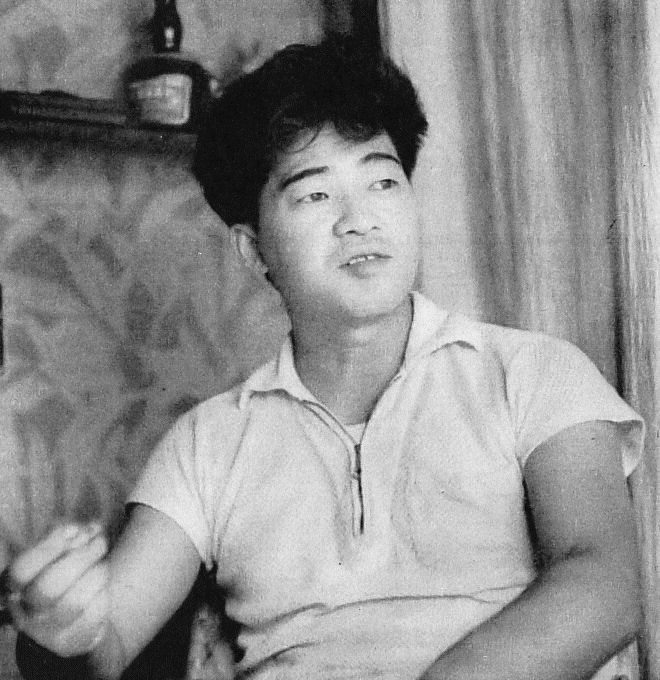
『毎日グラフ』1954年9月1日号より

1950年 (昭和25年)、勅使河原宏や瀬木慎一らと共に「世紀の会」を結成。埴谷によると、この時期の安部は食うや食わずの極貧で、売血をしながら何とか生活をしているという有様であり、埴谷は幾度か安部に生活費をカンパしたほどだったという。
同年夏ごろ、日本共産党に入党。1951年 (昭和26年)、「近代文学」2月号に安部の短篇「壁 - S・カルマ氏の犯罪」が掲載される。これは、ルイス・キャロルの「不思議の国のアリス」に触発された作品であり、テーマとして満洲での原野体験や、花田清輝の鉱物主義の影響が見られる超現実主義的な内容である。
「壁 - S・カルマ氏の犯罪」は1951年上半期の第25回芥川賞の候補となり、選考委員の宇野浩二からは酷評されたものの、川端康成と瀧井孝作の強い推挙が決め手となり、同じく候補に挙げられていた石川利光の『春の草』とともに受賞を果たす。川端は『壁』のような作品の出現に今日の必然性を感じ、新味があり好奇心をそそったとしている。同年5月28日、この短篇は「S・カルマ氏の犯罪」と改題され、短篇「バベルの塔の狸」と、4つのパートからなる中篇「赤い繭」を加え、石川淳の序文、勅使河原宏による装幀、桂川寛の挿絵を得て、安部の最初の短篇集『壁』が刊行された。
同年、友人である赤塚徹の伝手で画家の黒崎義介が茗荷谷に所有していた敷地内の納屋を借り、真知や友人たちの手を借りて改装し転居する。11月、短篇小説『闖入者』を発表。
1952年 (昭和27年) 5月、江馬修、徳永直、野間宏、藤森成吉らとともに『人民文学』に参加。『人民文学』が『新日本文学』と合流した後は新日本文学会に移る。6月、短篇小説『水中都市』を発表。

### 劇作への傾倒

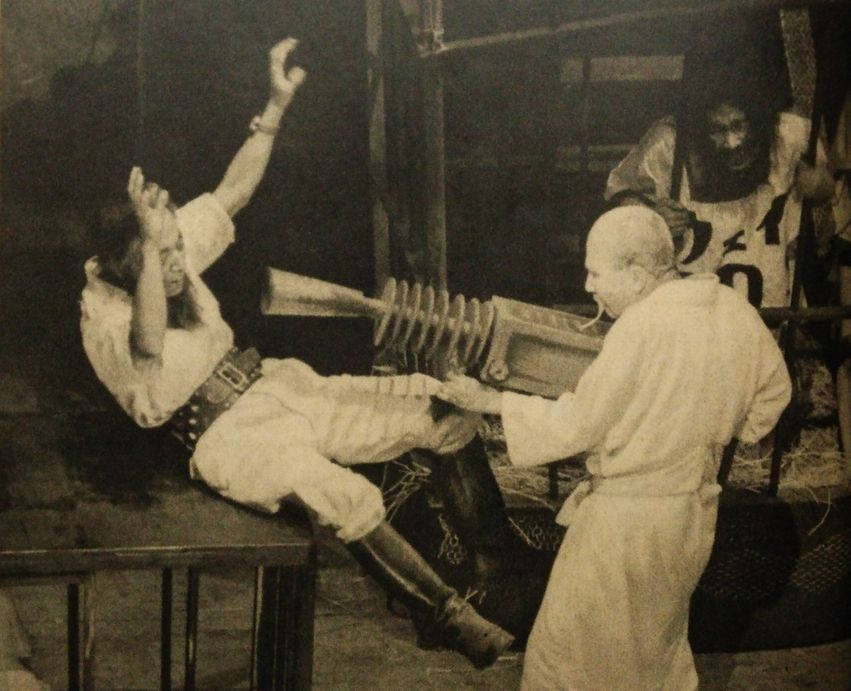
1955年、劇団俳優座による『どれい狩り』公演。右手前は閣下を演じる浜田寅彦

1953年 (昭和28年) 3月、短篇小説『R62号の発明』を発表。7月、初の戯曲作品『少女と魚』を発表。以後盛んに劇作をおこない、推敲を重ねて改作し様々な媒体で発表するようになる。1954年 (昭和29年) 2月、長篇小説『飢餓同盟』発表。
同年、長女誕生。真知の発案で宮沢賢治の「グスコーブドリの伝記」から採った「ねり」と命名する。12月、小説『奴隷狩』を翌年3月にかけて発表するが中絶。
1955年 (昭和30年) 3月、戯曲『制服』を発表。6月、前年に未完のまま中絶していた小説を戯曲『どれい狩り』として発表、劇団俳優座によって上演される。7月、小説『闖入者』を沼田幸二との共同脚本によるラジオドラマとして放送。同月、短篇小説『棒』を発表。8月、戯曲『快速船』を発表。
1956年 (昭和31年) 4月、中野区野方の借家に転居。同月17日、新日本文学会と国民文化会議の代表としてチェコ作家大会参加のためプラハを訪問、スロヴァキア各国を周り6月24日に帰国する。11月から12月にかけてラジオドラマ『耳』および『口』が放送される。
1957年 (昭和32年) 2月、前年に訪問した東欧の印象をまとめたエッセイ集『東欧を行く ハンガリア問題の背景』を刊行。4月、長篇小説『けものたちは故郷をめざす』を発表。5月、花田清輝、佐々木基一、関根弘、野間宏、勅使河原宏、長谷川龍生らと「記録芸術の会」を結成する。6月、短篇小説『夢の兵士』発表。同月、子供向けのラジオドラマ『キッチュ・クッチュ・ケッチュ』を田中明夫ほかの出演で放送。7月、『夢の兵士』をラジオドラマ化した『兵士脱走』放送。11月、短篇小説『鉛の卵』発表。同月、小説『棒』を戯曲化したラジオドラマ『棒になった男』放送。12月、1954年から1957年にかけて書かれたエッセイをまとめた単行本『猛獣の心に計算器の手を』刊行。
1958年 (昭和33年) 1月より『群像』にエッセイ『裁かれる記録 映画芸術論』を1年間連載。6月、戯曲『幽霊はここにいる』を劇団俳優座により上演。7月、長篇小説『第四間氷期』を発表。10月、短篇小説『使者』を発表。
1959年 (昭和34年) 3月、前年発表の『使者』が『人間そっくり』として戯曲化される。4月、勅使河原宏から譲り受けた調布市若葉町仙川の敷地に真知の設計になる新居を建て、家族とともに転居する。5月11日よりNHKラジオ第1放送にて子供向けのラジオドラマ『ひげの生えたパイプ』を熊倉一雄ほかの出演により放送。8月23日よりミュージカル『可愛い女』を千田是也の演出、黛敏郎の音楽、ペギー葉山ほかの出演で上演。10月、ラジオドラマ『兵士脱走』を和田勉の演出によりテレビドラマ化した『日本の日蝕』をNHKにて放送。

### 1960年代・世界の前衛へ
1960年 (昭和35年) 3月、前年放送のドラマ『日本の日蝕』を再び戯曲化し、舞台劇『巨人伝説』として劇団俳優座により上演。6月、長篇小説『石の眼』を発表。9月、短篇小説『チチンデラ・ヤパナ』を発表。同月より子供向けのラジオドラマ『お化けが街にやって来た』を益田喜頓ほかの出演により1年間放送。10月20日、ルポルタージュの手法を採り入れたテレビドラマ『煉獄』放送。同月26日、安保闘争をテーマとした戯曲『石の語る日』を千田是也の演出、林光の音楽、久米明ほかの出演により、中国にて試演。翌27日には小説「赤い繭」をラジオドラマ化した『ラジオのための作品 赤い繭』を諸井誠の音楽、芥川比呂志ほかの出演で、NHK第2放送およびNHK-FM実験放送にて放送。12月15日、初めて自己の年譜を書く。クリスマスには子供向けのミュージカル・コメディ『お化けの島』を南美江ほかの出演にて上演。
1961年 (昭和36年)、日本共産党が綱領を決定した第8回党大会に批判的な立場をとり、党の規律にそむいて意見書を公表し、その過程で党を除名される。
4月、短篇小説『無関係な死』を発表。7月から9月にかけて福岡県の三菱鯰田鉱業所にて『煉獄』の脚本を改作した映画『おとし穴』(勅使河原宏監督作品)のロケ撮影が行なわれ、安部もエキストラ出演する。
1962年 (昭和37年)、昆虫採集の途次に迷い込んだ村に閉じ込められ、そこから脱出を図ろうとする教師とそれを阻もうとする村人を描いた『砂の女』を発表。以後は創作活動の比重を書き下ろし長篇に移し、都市に住む人々の孤独と他者との通路の回復を主たるテーマとして、次々と実験精神あふれる作品を発表し、国際的な評価を得るようになる。1964年 (昭和39年) 発表の『他人の顔』では事故で顔を失った男性が引き起こす騒動を、1967年 (昭和42年) の『燃えつきた地図』では失踪者を追う興信所員を主人公とし、その両者の末路を書いた。

### 1970年代・安部公房スタジオ

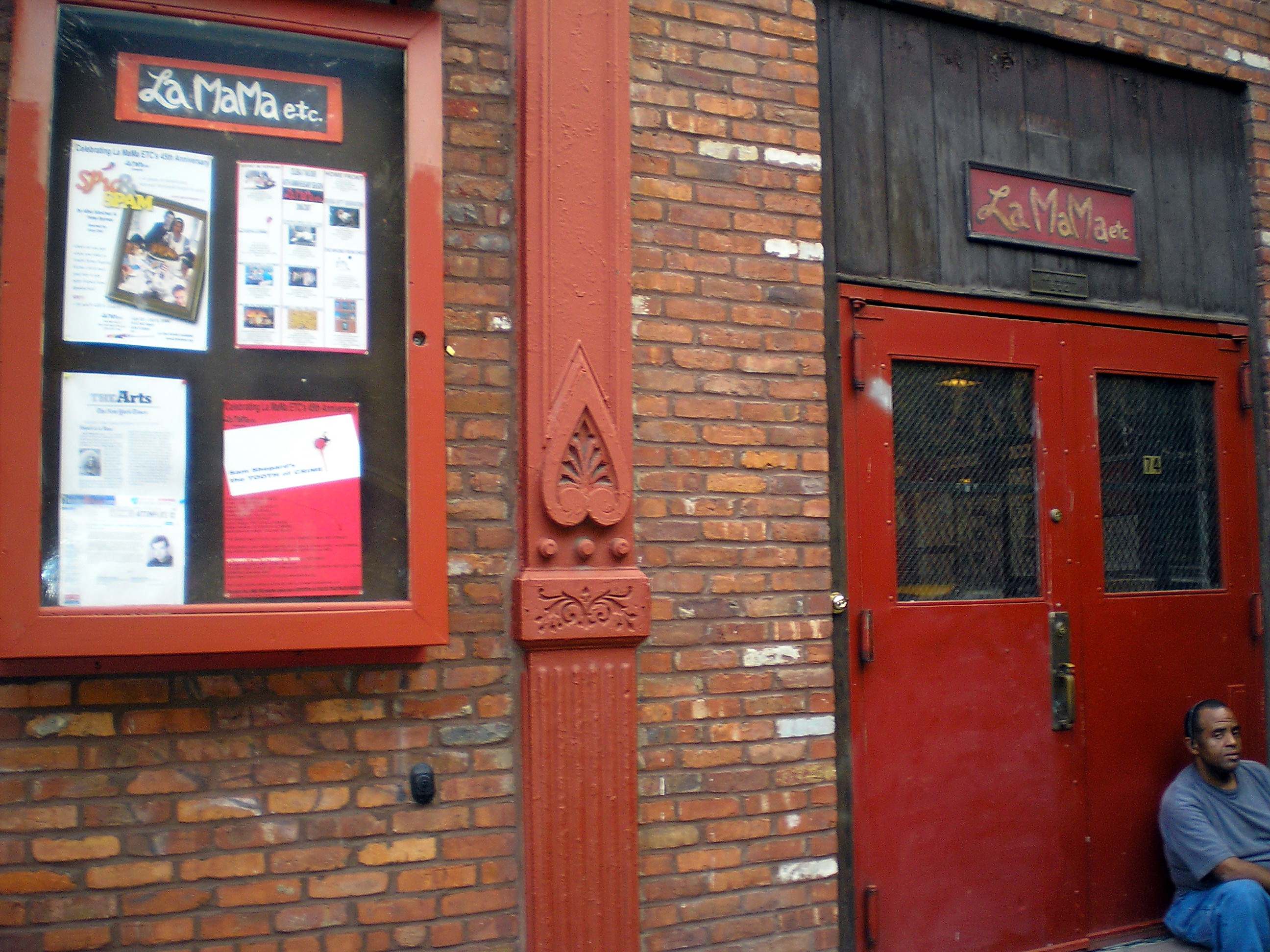
『仔象は死んだ』が上演された、ラ・ママ実験劇場 (ニューヨーク、2006年撮影)

1970年 (昭和45年)、大阪万国博覧会に自動車館のシンクタンクとして参加する。1971年 (昭和46年) 3月より新潮社の雑誌『波』に「周辺飛行」と題するエッセイの連載を開始する。1973年 (昭和48年)、段ボール箱を被ったまま生活する男を描いた小説『箱男』を発表。同年、自身が主宰する演劇集団「安部公房スタジオ」を発足させ、本格的に演劇活動をはじめる。発足時のメンバーは、新克利、井川比佐志、伊東辰夫、伊藤裕平、大西加代子、粂文子、佐藤正文、田中邦衛、仲代達矢、丸山善司、宮沢譲治、山口果林の12名であった。以後安部公房スタジオは堤清二の後援を受け西武劇場を本拠地として活動する。
1975年 (昭和50年) 5月14日、アメリカ・コロンビア大学から名誉人文科学博士称号を授与される。また、この年の6月に連載が完結した「周辺飛行」を再編集した単行本『笑う月』を11月に刊行。
1977年 (昭和52年)、病院を舞台とし、奇妙な病気にかかった患者とその治療に当たる奇妙な医者たちを描いた『密会』を発表。同年、アメリカ芸術科学アカデミーの名誉会員に推挙される。また、写真家のアンリ・カルティエ＝ブレッソンが渋谷区宇田川町にあった安部公房スタジオの稽古場を訪れ、安部のポートレイトを撮影する。1979年 (昭和54年) 5月、安部公房スタジオを率いて渡米。セントルイス、ワシントン、ニューヨーク、シカゴ、デンバーで行なった『仔象は死んだ』の公演はその斬新な演劇手法が反響を呼んだ。

### 1980年代・箱根での日々
1980年以降は、文壇との付き合いをほとんど断ち、真知とも疎遠となり、箱根の芦ノ湖を見下ろす高台に建てた山荘を仕事場として独居するようになる。同年1月より『芸術新潮』に自ら撮った写真を用いた『フォト&エッセイ - 都市を盗る』を翌年12月にかけて連載する。
1982年 (昭和57年)、自身の体調不良を理由に安部公房スタジオの活動を休止する。1984年 (昭和59年) 11月、シェルター構想などをモチーフとしてワープロで執筆した初めての小説『方舟さくら丸』を発表。1985年 (昭和60年) 1月、NHK「訪問インタビュー」にテレビ出演する。番組では箱根での仕事ぶりが紹介され、以後も1987年まで同局の番組に数回出演した。1986年 (昭和61年) 9月、1980年代に書いたエッセイやインタビューをもとにした単行本『死に急ぐ鯨たち』を刊行。以後はいくつかのエッセイや寄稿を残して80年代を締めくくる。

### 1990年代・最晩年
1991年 (平成3年)、奇病にかかった患者を主人公とした小説『カンガルー・ノート』を発表。結果としてこれが安部公房が執筆した最後の小説となった。この頃、安部はクレオールに強い関心を寄せ、それをテーマとした長篇『飛ぶ男』の執筆に取り組んでいたが、同年12月1日に行なわれた談話ではそれに続く新しい構想として「アメリカ論」を挙げ、「チョムスキー風に言えば、学習無用の普遍文化。コカ・コーラやジーンズなどに代表される、反伝統の生命力と魅力をもう一度見直してみたい。」と語っている。
1992年 (平成4年) 12月25日深夜、執筆中に脳内出血による意識障害を起こし、東海大学病院に入院。1993年 (平成5年) 1月16日には経過良好で退院したが、自宅療養中にインフルエンザを発症し、1月20日に多摩市の日本医科大学多摩永山病院に入院。1月22日には解熱し一時的に恢復したものの、就寝中の同日7時1分、急性心不全により死去。68歳没。1992年12月に執筆していた小説『さまざまな父』が未完のまま絶筆となった。なお、入院時に愛人であり女優の山口果林宅より搬出されたためスキャンダル扱いとされたが、最期は家族に看取られた。

### 死後
1月23日、自宅で通夜、翌24日に告別式が営まれる。安部が使用していたワープロのフロッピーディスクから執筆途中の『飛ぶ男』 162枚、『もぐら日記』 240枚などが発見された。妻の真知は安部の死後に癌を患い、同年9月22日に急性心筋梗塞で死去。長女の真能ねりは、1997年 (平成9年) から2009年 (平成21年) にかけて刊行された全集の編集にも尽力した。2011年 (平成23年) 3月には、安部ねり名義で『安部公房伝』（新潮社）を上梓する。

安部公房記念碑

2012年 (平成24年)、安部の本籍地である東鷹栖で、東鷹栖と安部の関係を広めることを目的とする市民団体として、東鷹栖安部公房の会が結成された。同2012年、母方の実家に養子に入っていた実弟の井村春光宅(北海道札幌市)から、安部が1946年の引揚時に船内で執筆したと見られる未発表短編『天使』が発見され、同年11月発行の『新潮』12月号に掲載された。『天使』の掲載が好評だったことにより、『新潮』12月号は6年ぶりに4千部の増刷が決定された。
2013年、山口果林が自身のエッセイ『安部公房とわたし』で、安部との20年以上に亘る愛人関係を公表した。山口によれば、安部は1987年に前立腺癌を患い、闘病していたが、本人の強い希望で隠されていたとされる。
同2013年より、安部の没後20年を記念した企画の一つとして、東鷹栖安部公房の会により、記念碑の建立の計画が開始された。翌2014年、安部の通学していた東鷹栖村近文第一小学校を前身とする旭川市立近文第一小学校に記念碑が建立され、同2014年10月に、除幕式と記念式典が開催された。
2018年8月16日、長女のねりが胸部大動脈破裂のため死去。64歳没。
生誕100年にあたる2024年、関連書籍の出版やイベント開催が相次いだ。2月28日には安部の未完の絶筆『飛ぶ男』の新潮文庫版が刊行された。1994年刊の単行本はフロッピーディスクから発見された元原稿に妻の真知が手を入れたものだったが、今回は元原稿が底本の完全オリジナル版で、安部公房作品としては1995年刊の『カンガルー・ノート』以来、約30年ぶりの新潮文庫新刊となった。安部の誕生日である3月7日には、これまで電子書籍化されていなかった新潮文庫18タイトルの配信が解禁された。3月28日には『（霊媒の話より）題未定 安部公房初期短編集』が刊行された。8月には『安部公房写真集』や、エッセイ・日記『死に急ぐ鯨たち・もぐら日記』が刊行された。9月29日には、調布市文化会館で「仙川安部公房生誕100年祭　―調布に住んだ文豪―」が開催され、映画「砂の女」「おとし穴」の上映や川口敦子、鳥羽耕史、山口三詠子による記念鼎談があった。神奈川近代文学館では、開館40周年記念を兼ねた特別展「安部公房展――21世紀文学の基軸」が10月12日から12月8日まで開催された。安部公房展としては過去最大規模で、直筆原稿や書簡、愛用のワープロやカメラなど約500点が展示され、芥川賞受賞作「壁―S・カルマ氏の犯罪」の直筆原稿や、箱根の別荘に残されていた資料が初公開された。

## 人物

### カメラ
- 父、浅吉がカメラマニアで、満州の自宅には暗室もあったため子どもの頃からカメラに親しんでいたことから、仙川の自宅にも暗室を備え、愛用のコンタックスを始めとするカメラを常時携帯していた[63]。遺された1万カット以上のネガフィルムを調べた近藤一弥によれば、『箱男』（1972年）執筆の頃、また「安部公房スタジオ」を立ち上げた70年代初頭に撮影量が急激に増えているという[64]。その後『都市への回路』 (1980年)、『死に急ぐ鯨たち』 (1986年) などの著書[注釈 17]にも使用された。にも自分のスナップが使用された他、芸術新潮誌上で安部公房フォト＆エッセイ『都市を盗る」（1980ー1981）が連載された。1980年代以降は箱根の仕事場に暗室不要型の簡易現像器具を置き、自らプリントした写真を壁に貼って構想を練った[65]。木村伊兵衛写真賞の選考委員を第7回 (1981年度) から第9回 (1983年度) まで務めるなど、カメラの腕前は趣味の領域を超えるものだった。

### ワープロ
- 日本人で最も早い時期からワープロで小説を執筆した作家の一人である　(1984年から使用[注釈 18])。NECのワープロ開発に参画し、ワープロ『文豪』は文字通り文豪が関わった機種だった。安部が使用していたワープロはNECの『NWP-10N』とその後継シリーズ『文豪』である[66]。1983年（昭和58年）から長編小説『志願囚人』（のちに『方舟さくら丸』に改題）をワープロで書き始め、「書いたり削ったり文章の出し入れが自由にでき、僕には向いている」と述べている[67]。ワープロは書く手段にすぎず、推敲を重ねるタイプの作家、安部には便利で理想の機械だった[68]。1984年（昭和59年）に発表された『方舟さくら丸』はワープロで書かれた作品として各所で反響を呼んだ[69]。また、ワープロ用フロッピーディスクからの遺作『飛ぶ男』などの発見という、昭和の”文豪”としては特異な顛末も話題となった。なお、そのデータを解析した結果、安部の執筆手法や手順の一端が明らかになっている。

### 交友
- いわゆる文壇とは距離を置いており[注釈 19]、交友関係も極端に狭かったため、その晩年には若年層などの間で死亡説[71]が囁かれるなど、半ば伝説化した存在となっていた。これには安部の特異な性格も影響していたようである。そんな中、石川淳とはデビュー後まもなく師事した事情もあり、事実上の弟子であったが、ともに孤立した存在であり、安部も「石川さんは例外」と述べていた。なお安部は、石川が没し1988年1月22日に営まれた告別式「石川淳と別れる会」にて、弔辞[72]を読んだ1人である。

- 萩原延壽とは1968年当時、自宅が近くの高輪にあった石川淳の紹介で親交を深めた。なお、2人とも安部と誕生日が同じであり、のちに萩原は新潮学芸賞や大佛次郎賞などで安部と共に選考委員を務めている。

- 安部の初期作品はSFに属するものが多く、時期的にも日本における同ジャンルの草創期と軌を一にしている。そのため、日本SF作家クラブには未入会だったが、1970年 (昭和45年) に日本で開かれた国際SFシンポジウムで中心的役割を果たすなど、この分野の関係者とは親交が深かったが、そのなかの1人である星新一とは酒場での同席を避けるなど互いに意識しあっていたという[73]。

- 大江健三郎とは、相互に自宅を訪問しあうほどの仲で、同時に谷崎賞を受賞したが、1968年 (昭和43年) 頃に大学紛争を巡り意見が対立するなどしたため、関係が疎遠となった。大江は、「それから、本気で仲直りすることがあった、とは思いません。」と言っている[74]。ただ、辻井喬の計らいで1989年から共に読売文学賞の選考委員を務めるほか、しばしば対談も行っている[75]。

- ドナルド・キーンとは大江健三郎を介して知り合い、生涯にわたる親交を結んだ。キーンにとっても安部は三島由紀夫とともに重要な友人であり、三島の死後は唯一無二の存在となった。キーンは安部の戯曲『棒になった男』 (1975年)、『友達』 (1986年) などの英訳紹介を行っている。

- 堤清二とは、1970年代の初め頃に新潮社の編集者（出版部長などを歴任）新田敞（にった ひろし）を通じて親交を結んだ[76]。堤は安部作品の舞台上演にしばしば西武劇場を提供するなど、パトロンとしても重要な存在であり、1973年6月に同劇場で行なわれた安部公房スタジオ第1回公演「愛の眼鏡は色ガラス」では、安部に音楽の担当者として武満徹を推挙している[77]。

- 武満徹は安部が原作やシナリオを担当した映画すべての音楽を担当するなど、近しい関係であった。

- 谷川俊太郎に対しては冷淡な態度を取っていたが、亡くなる1年前に評価をあらためていたことが武満の著書で明かされている[78]。

- 司馬遼太郎とは20年近く親密な関係を築き、文壇との付き合いのしない安部にとって司馬は気安だという。後に安部は司馬と共に後年日本文学大賞学芸部門→新潮学芸賞で一緒に選考委員を務めている。また司馬は安部が選考委員をつとめる文学賞を数多く受賞している。ドナルド・キーンによれば、安部は『南蛮のみちI』 (日本文学大賞 学芸部門受賞) で採り上げられた、国を持たないバスク地方に魅力を感じていたという[79][注釈 20]。

- 晩年には対談を行った河合隼雄や養老孟司とも親交があった[81][82]。

### 日本文学
堤清二によれば、安部は日本人作家については、大江健三郎や安岡章太郎などをのぞいてほとんど認めようとしなかったという。たとえば、自身と同時期にノーベル賞候補と噂された井上靖を「物語作家」、井伏鱒二を「随筆作家」などとこきおろしていた。その一方で、1980年代にはいくつかの文学賞の選考委員を務め、以下の作品などを推挙している。
- 吉村昭 『破獄』 (読売文学賞、1984年)
- 角田忠信 『脳の発見』 (日本文学大賞、1986年)
- 澁澤龍彦 『高丘親王航海記』 (読売文学賞、1987年)
- 陳舜臣 『茶事遍路』 (読売文学賞、1988年)
- 角田房子 『閔妃暗殺』 (新潮学芸賞、1988年)
- 色川武大 『狂人日記』 (読売文学賞、1989年)
- 鶴見良行 『ナマコの眼』 (新潮学芸賞、1990年)

また、1991年12月3日に行なった河合隼雄との対談のなかで、安部は昔から椎名麟三が好きだったとし、もしかしたら日本で作家と言えるのは椎名だけではないかと述べている。

### 外国文学
- 外国文学が安部公房に及ぼした影響について、埴谷雄高は『壁』の解説文のなかで「安部公房はハイデッガーから出発した。(中略) その後の彼はリルケを経て、サルトルとカフカとシュペルヴィエルの影響を強く受けたが、それは普通いわれる文学的な影響とはやや異なっている。空間の造形的表現が、彼の小説の方法論となった。」[85]と書いている。

- フランツ・カフカについて、安部は1956年 (昭和31年) と1964年 (昭和39年) の二度にわたる東欧旅行の途次に、彼の生まれた街プラハを訪れている。安部は初回訪問時にはまだ公認の作家ではなかったカフカが、再訪時には再評価が進み生家跡も発見されたことを知り、プラハにおけるカフカの位置についてのエッセイを書いた[86]。また、1980年 (昭和55年) には中野孝次との対談で「カフカは世界そのものの存在を提出しえた、途方もない作家だったと思う」[87]と述べている。
- 安部はエドガー・アラン・ポーも好んでおり、1976年（昭和51年）「ポーは、僕に書こうという気を起させた最初の作家でした」[88]と述べている。ポーの作品の中では「ハンス・プファールの無類の冒険（英語: The Unparalleled Adventure of One Hans Pfaall）」が好きだったらしく、「ポオのね、気球にのる話があるでしょう。『ハンス・プファール』か。あれ、傑作だと思うんです」[89]と語っている。

- エリアス・カネッティが1981年にノーベル文学賞を受賞した際に関心を持ち、高く評価した[90] 。同じ頃に親友であるドナルド・キーンの薦めでコロンビアの作家ガブリエル・ガルシア＝マルケスを読み[注釈 21]、その作品に衝撃を受ける。以後、安部は自著やテレビなどで盛んにカネッティやガルシア＝マルケスを紹介し、彼らの作品を一般読者にも広めた。

- 上記のほか、晩年まで箱根の仕事場に置かれていた愛読書[92]には、イーヴリン・ウォーの『ガイアナとブラジルの92日間』、コンラート・ローレンツの『鏡の背面』、アラン・ロブ＝グリエの『幻影都市のトポロジー』、クリフォード・アーヴィングの『贋作』などがある。

### 趣味

#### アウトドア・スポーツ
- アウトドア・スポーツを好み、しばしば家族を伴いドライブやモーターボートなどを楽しんだ。特にカーマニアとして知られ、ルノー・コンテッサ・セダン、ルノー・コンテッサ・クーペ、ランチア・スポルト・ザガート、BMW 2000、三菱 ジープ、チェロキー・ジープなどを乗り継ぎ、車やカメラなどの趣味が一致していた安岡章太郎とは富士や鈴鹿などのサーキットに観戦に出かけている[93]。箱根に仕事場を移したのちの1986年 (昭和61年) には、ジャッキを使わずに巻ける簡易着脱型タイヤ・チェーン「チェニジー」を考案している[注釈 22]。

#### シンセサイザー

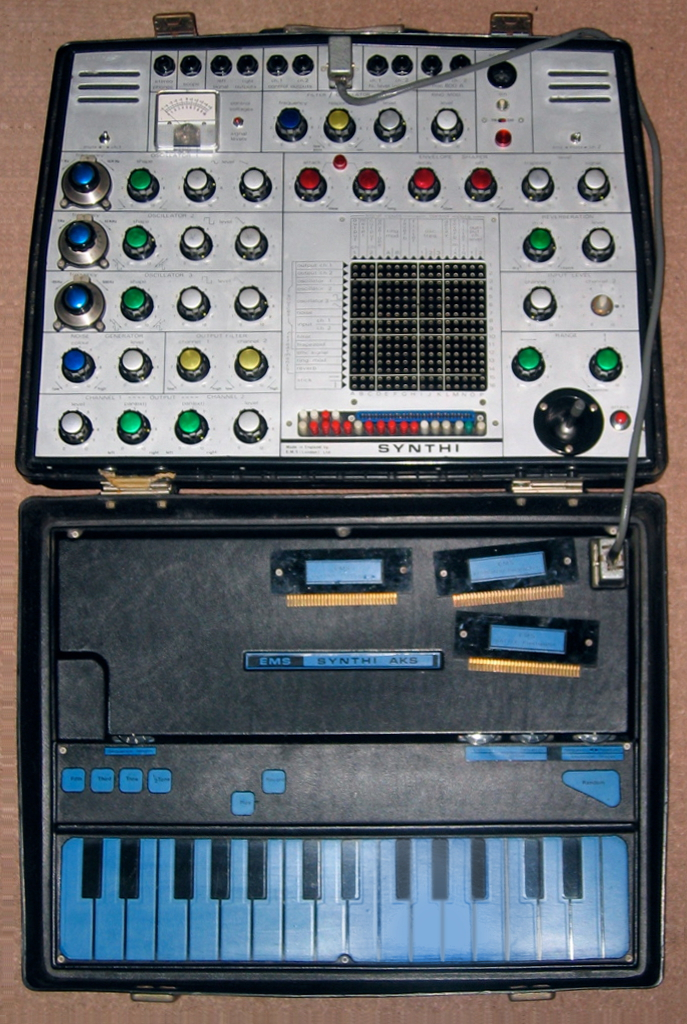
安部が使用していたシンセサイザー、EMS"Synthi AKS"の同モデル。他にもコルグ"MS-20"などを使用していた。

- 音楽ではピンク・フロイドのファンであり、日本における最初期のシンセサイザーのユーザーでもあった (当時、日本でシンセサイザーを所有していたのは安部のほか冨田勲とNHK電子音楽スタジオを数えるのみで、安部は職業と関わりなく使用していた)。1985年 (昭和60年) にNHKが箱根の仕事場を訪れて収録した「訪問インタビュー」では、安部が自身の演劇作品のためにみずから作成した効果音等を公開している。また、堤清二は1999年に行なわれたインタビューで、安部が武満徹に所有機で作成した自身の演劇作品「仔象は死んだ」の劇中音楽を聴かせたところ、武満の顔が真っ青になったと話していたと回想している[97]。一方、クラシック音楽では青年期にはブルーノ・ワルターがウィーン・フィルを指揮したマーラーの交響曲第9番やゲルハルト・ヒュッシュが歌ったシューベルト歌曲集『冬の旅』などを、後年にはバルトークの作品やバロック音楽などを好み、晩年にはウォルター・カーロスが演奏したバッハを愛聴していたが[98]、オペラは嫌いだった[99]。

#### その他
- 映画作品のビデオテープも箱根の仕事場に残されている。その中で『地獄に堕ちた勇者ども』、『天国の門』、『ソフィーの選択』、『ショート・サーキット』などの作品は愛好した書籍や音楽ソフトなどと共に並べられていた。[92]

- 美術ではジョージ・シーガルを評価しており、いくつか著書の表紙に使用している[注釈 24]。また自身でも彫刻をよくし[100]、『方舟さくら丸』のカット用にゴム印を自作したほか、1980年代以降には箱根の仕事場でトイレット・ペーパーの芯や空き瓶、マンゴーの種などを用いてオブジェを作った[65]。

- 愛煙家であり、パイプや葉巻なども嗜んだ。また『タバコをやめる方法』というエッセイも書いている[101]。

## 評価
- 受けた賞は数多く、主なものだけでも、戦後文学賞 (1950年)、芥川龍之介賞 (1951年)、岸田演劇賞 (1958年)、読売文学賞 (1963年・1975年)、谷崎潤一郎賞 (1967年)、フランス最優秀外国文学賞 (1968年)、芸術選奨 (1972年) などがある。

- いち早く安部を高く評価していた埴谷雄高は、1951年 (昭和26年) の芥川賞受賞作『壁』の書評において、安部が自分の後継者であるばかりか、自分を超えたと述べている。

- 単に幻想文学にとどまらず、スリップストリームやメタフィクションといったポストモダン文学に顕著な技法を実践し、推し進めた前衛文学者として、世界的に評価が高い。『砂の女』は、世界30数か国語に翻訳され、『燃えつきた地図』はニューヨーク・タイムズの外国文学ベスト5に選ばれている。

- 安部の作品は特に共産主義圏の東欧において高く評価され、西欧を中心に評価を得ていた三島由紀夫と対極的とみなされた。その三島もまた安部を評価し、1967年の谷崎潤一郎賞の選考において安部の戯曲作品『友達』を熱心に推挙し、長篇小説を主な授賞対象としていた同賞では異例といえる戯曲の受賞を実現させている。

- 1975年 (昭和50年) 5月13日、安部はアメリカ・コロンビア大学名誉人文科学博士称号の授与式において、プレゼンターから「あなたは人間性という普遍的なものをお持ちだ」[102]という賛辞を贈られた。

- 1979年 (昭和54年) 5月に行なわれた安部公房スタジオのアメリカ公演『仔象は死んだ』は好評をもって迎え入れられた。安部によると、ラ・ママ実験劇場（英語版）での公演では加速度的に観客が増え、楽日には通路から階段、ミキサー室まで観客であふれたという[103]。ニューヨーク・タイムズのメル・ガソー（英語版）は当公演の劇評でポーランドの劇作家、タデウス・カンターを引き合いに出し、「（カンターと）安部公房は独創的で、変容自在のヴィジョンと、作家自身の感性の延長のように動く一団の俳優を持っているという点で共通している」とし、「行動芸術家としての安部公房は演劇における偉大なパフォーマーであり、デザイナーである」[104]と締めくくっている。

- 武満徹は、1995年8月4日に書き留めた文章のなかで、安部はある意味完璧主義者ではあったが、透徹したリアリストであり、その一字一句にまで推敲を重ねる姿勢は、作品の表面的な完成度のみを追求するためでなく、自らを詩的な坑道に置き、そこから現実を逆照射するためであると述べている[105]。

- 村上春樹は、1996年に行なったディスカッションで、「安部公房は奇妙な話を書きますが、変かというととくに変ではないですね。その奇妙さは良くも悪くも一貫した奇妙さであって、「変」ではない」と述べている[106]。

- ガルシア=マルケスは1990年代末に行なった大江健三郎との対話のなかで、「自分たち外国の作家は日本の作家というと安部公房を知っていた。そして他の作家については知らなかった。自分にとっては安部公房は重要な作家だった」[107]と述べている。

- 大江健三郎は、安部公房をカフカやフォークナーと並ぶ世界最大の作家と位置づけている。1999年に行なわれたインタビューで「僕の感じだと、日本的な作家ということで、たとえば谷崎、川端、三島が知られていたとしてもですね、ほんとうに現代作家として外国の知識人に読まれた作家は安部さんが最初だった。そしていちばん強い印象を与えたのが安部さんだったと思うんですね。(中略) ほんとうにたとえばガルシア＝マルケスやル・クレジオが自分の好きな作家として持ち出す人として安部さんがあったと思うんです」[108]と語っている。また、1994年に自身がノーベル文学賞を受賞したおりには、大岡昇平、井伏鱒二の名前と共に安部の名前をあげ、もっと長生きしていれば、自分ではなくて彼らがノーベル文学賞を受賞したであろうという事を述べている[109]。

- ノーベル文学賞を選考するスウェーデン・アカデミーのノーベル委員会のペール・ベストベリー委員長は、2012年3月21日、読売新聞の取材に応えて、「（安部公房は）急死しなければ、ノーベル文学賞を受けていたでしょう。非常に、非常に近かった」と述べている[3]。

### 受賞歴
- 1950年 (昭和25年) - 「赤い繭」で戦後文学賞を受賞
- 1951年 (昭和26年) - 「壁 - S・カルマ氏の犯罪」で芥川賞を受賞
- 1957年 (昭和32年) - 「棒になった男」 (文化放送) で芸術祭奨励賞を受賞
- 1958年 (昭和33年) - 戯曲「幽霊はここにいる」で岸田演劇賞受賞
- 1959年 (昭和34年) - 「日本の日蝕」 (NHK大阪) で芸術祭奨励賞を受賞
- 1960年 (昭和35年) - 「煉獄」で芸術祭奨励賞を受賞
- 1961年 (昭和36年) - 映画「おとし穴」でシナリオ作家協会賞受賞
- 1962年 (昭和37年) - 「吼えろ！」 (朝日放送) で芸術祭賞、「音の物体詩 チャンピオン」 (RKB毎日放送) で民放祭賞を受賞
- 1963年 (昭和38年) - 1月、小説「砂の女」で、第14回読売文学賞（小説賞）[110]。11月、テレビドラマ「虫は死ね」 (北海道放送) で、芸術祭奨励賞を受賞
- 1964年 (昭和39年) - 映画「砂の女」でカンヌ映画祭審査員特別賞他、「目撃者」 (RKB毎日放送 近鉄金曜劇場) で芸術祭奨励賞を受賞
- 1967年 (昭和42年) - 戯曲『友達』で谷崎潤一郎賞を受賞
- 1968年 (昭和43年) - 「砂の女」でフランス最優秀外国文学賞を受賞
- 1972年 (昭和47年) - 戯曲「未必の故意」で芸術選奨文部大臣賞を受賞
- 1975年 (昭和50年) - 戯曲「緑色のストッキング」で読売文学賞を受賞
- 1975年 (昭和50年) - 5月13日、アメリカ・コロンビア大学から名誉人文科学博士の称号を受ける
- 1977年 (昭和52年) - アメリカ芸術科学アカデミー名誉会員に推される
- 1986年 (昭和61年) - 簡易着脱型タイヤ・チェーン「チェニジー」により「第10回国際発明家エキスポ86」で銅賞を受賞
- 1992年 (平成4年) - アメリカ芸術科学アカデミーから正式に名誉会員として迎え入れられる

## 作品一覧

### 同一作品の改編
| 小説                                                                      | ラジオドラマ                           | テレビドラマ                            | 戯曲 | 映画                                                       |
| ------------------------------------------------------------------------- | -------------------------------------- | --------------------------------------- | --- | ---------------------------------------------------------- |
| 事業（1950年（昭和25年）10月）                                            | 大事業（1961年（昭和36年）3月）        | ―                                       | ― | ―                                                          |
| 赤い繭（1950年（昭和15年）12月）                                          | 赤い繭（1960年（昭和35年）10月）       | ―                                       | 赤い繭（1960年（昭和35年）12月）                                                                                | ―                                                          |
| 魔法のチョーク（1950年（昭和25年）12月）                                  | ―                                      | 魔法のチョーク（1958年（昭和33年）5月） | ― | ―                                                          |
| S・カルマ氏の犯罪（1951年（昭和26年）2月）                                | ―                                      | ―                                       | S・カルマ氏の犯罪（1978年（昭和53年）10月）                                                                     | ー                                                         |
| 空中楼閣（1951年（昭和26年）10月）                                        | 空中の塔（1961年（昭和36年）11月）     | ―                                       | ― | ―                                                          |
| 闖入者（1951年（昭和26年）11月）                                          | 闖入者（1955年（昭和30年）7月）        | 闖入者（1963年（昭和38年）2月）         | 友達（1967年（昭和42年）3月）（1974年（昭和49年）5月改定）                                                      | ー                                                         |
| 水中都市（1952年（昭和27年）6月）                                         | ―                                      | ―                                       | 水中都市（1977年（昭和52年）11月）                                                                              | ―                                                          |
| 奴隷狩（1954年（昭和29年）12月、1955年（昭和30年）3月未完）               | ―                                      | ―                                       | どれい狩り（1975年（昭和50年）5月）（1967年（昭和42年）11月改訂）、ウエー 新どれい狩り（1975年（昭和50年）5月） | ー                                                         |
| 盲腸（1955年（昭和30年）4月）                                             | 盲腸（1960年（昭和35年）               | 羊腸人類（1962年（昭和37年）11月）      | 緑色のストッキング（1974年（昭和49年）10月）                                                                    | ー                                                         |
| 棒（1955年（昭和30年）7月）                                               | 棒になった男（1957年（昭和32年）11月） | ―                                       | 棒になった男、棒になった男 第三景（1969年（昭和44年）11月）                                                     | ―                                                          |
| 誘惑者（1957年（昭和32）年6月）                                           | ガラスの罠（1964年（昭和39年）3月）    | ―                                       | ― |                                                            |
| 夢の兵士（1957年（昭和32）年6月）                                         | 兵士脱走（1958年（昭和33年）7月）      | 日本の日蝕（1959年（昭和34年）10月）    | 巨人伝説（1960年（昭和35年）3月）                                                                               | ー                                                         |
| 鉛の卵（1957年（昭和32年）11月）                                          | 鉛の卵（1957年（昭和32年）12月）       | ー                                      | ー | ー                                                         |
| ―                                                                         | こじきの歌（1958年（昭和33年）2月）    | ー                                      | 乞食の歌（1957年（昭和32年）11月）                                                                              | ー                                                         |
| 第四間氷期（1958年（昭和33年）7月～1959年（昭和34年）3月）                | ―                                      | ―                                       | ― | 第四間氷期（*1965年（昭和40年）9月、執筆するが製作されず） |
| 使者（1958年（昭和33年）10月）、人間そっくり（1966年（昭和41年）9～11月） | ―                                      | 人間そっくり（1959年（昭和34年）3月）   | ― | ―                                                          |
| ―                                                                         | ―                                      | 煉獄（1960年（昭和35年）10月）          | ― | おとし穴（1962年（昭和37年）7月                            |
| 無関係な死（1961年（昭和36年）4月）                                       | ―                                      | ―                                       | おまえにも罪がある（1965年（昭和40年）1月）(1984年（昭和59年）6月)改訂                                          | ―                                                          |
| ―                                                                         | ―                                      | 人命救助法（1961年（昭和36年）7月）     | 人命救助法（1978年（昭和53年）4月）                                                                             | ―                                                          |
| 砂の女（1962年（昭和37年）6月）                                           | 砂の女（1963年（昭和38年）3～4月）     | ー                                      | ― | 砂の女（1964年（昭和39年）2月）                            |
| 時の崖（1964年（昭和39年）3月）                                           | チャンピオン（1963年（昭和38年）2月）  | ー                                      | 時の崖、棒になった男第二景（1969年（昭和44年）11月）                                                            | 時の崖（1971年（昭和46年）7月）                            |
| 榎本武揚（1964年（昭和39年）1月～1965年（昭和40年）3月）                  | ―                                      | ―                                       | 榎本武揚（1967年（昭和42年）9月）                                                                               | ―                                                          |
| 他人の顔（1964年（昭和39年）9月）                                         | ―                                      | ―                                       | ― | 他人の顔（1966年（昭和41年）7月）                          |
| 燃えつきた地図（1967年（昭和42年）9月）                                   | ―                                      | ―                                       | ― | 燃えつきた地図（1968年（昭和43年）6月）                    |
| ―                                                                         | 男たち（1968年（昭和43年）11月）       | ―                                       | 鞄、棒になった男 第一景（1969年（昭和44年）11月）                                                               | ―                                                          |

### 小説
- 終りし道の標べに (真善美社、1948年 / 新潮文庫、1975年 / 講談社文芸文庫、1995年)
- 壁 (月曜書房、1951年 / のち角川文庫、新潮文庫)
- 闖入者 (未來社、1952年)
- 飢えた皮膚 (ユリイカ、1952年)
- 飢餓同盟 (大日本雄弁会講談社、1954年 / のち新潮文庫)
- R62号の発明 (山内書店、1956年 / のち「R62号の発明・鉛の卵」新潮文庫)
- けものたちは故郷をめざす  (大日本雄弁会講談社、1957年 / のち新潮文庫、岩波文庫)
- 第四間氷期 (講談社、1959年 / のち新潮文庫)
- 石の眼 (新潮社、1960年 / のち文庫)
- 砂の女 (新潮社、1962年 / のち文庫)
- 他人の顔 (講談社、1964年 / のち新潮文庫)
- 水中都市 (新潮社、1964年 / のち「水中都市・デンドロカカリヤ」新潮文庫)
- 無関係な死 (新潮社、1964年 / のち「無関係な死・時の崖」新潮文庫)
- 榎本武揚 (中央公論社、1965年 / のち文庫)
- 終りし道の標べに (改稿版) (冬樹社、1965年 / 新潮文庫、1978年)
- 燃えつきた地図 (新潮社、1967年 / のち文庫)
- 人間そっくり (早川書房、1967年 / のちハヤカワ文庫、新潮文庫)
- 夢の逃亡 (徳間書店、1968年 / のち新潮文庫)
- 箱男 (新潮社、1973年 / のち文庫)
- 洪水 (プレス・ビブリオマーヌ、1973年)
- 事業 (プレス・ビブリオマーヌ、1974年)
- 密会 (新潮社、1977年 / のち文庫)
- 方舟さくら丸 (新潮社、1984年 / のち文庫)
- カーブの向う・ユープケッチャ (新潮文庫、1988年)
- カンガルー・ノート (新潮社、1991年 / のち文庫)
- 飛ぶ男 (新潮社、1994年 / 改稿版・新潮文庫、2024年）
  - 単行本版は夫人の真知による加筆が後に判明し、「全集」版は、加筆前の複数の異稿版「スプーン曲げの少年」「スプーンを曲げる少年」「飛ぶ男」を収録
- 題未定　安部公房初期短編集（新潮社、2013年 / のち文庫）。〈霊媒の話より〉ほか全11篇

### 戯曲
- どれい狩り・快速船・制服 安部公房創作劇集 (青木書店、1955年)
- 幽霊はここにいる (新潮社、1959年 / のち「幽霊はここにいる・どれい狩り」新潮文庫)
- 友達・榎本武揚 (河出書房新社、1967年、新版1975年 / のち「友達・棒になった男」新潮文庫)
- 棒になった男 (新潮社、1969年 / のち「友達・棒になった男」新潮文庫)
- 安部公房戯曲全集 (新潮社、1970年)
- 現代文学の実験室1 安部公房集 (1970年6月、大光社)
- 未必の故意 (新潮社、1971年 / のち「緑色のストッキング・未必の故意」新潮文庫)
- 愛の眼鏡は色ガラス (新潮社、1973年 / のち「緑色のストッキング・未必の故意」新潮文庫)
- 緑色のストッキング (新潮社、1974年 / のち「緑色のストッキング・未必の故意」新潮文庫)
- ウエー 新どれい狩り (新潮社、1975年 / のち「緑色のストッキング・未必の故意」新潮文庫)

### 評論・随筆
- 東欧を行く ハンガリア問題の背景 (大日本雄弁会講談社、1957年)
- 猛獣の心に計算器の手を (平凡社、1957年)
- 裁かれる記録　映画芸術論 (講談社ミリオン・ブックス、1958年)
- 砂漠の思想 (講談社、1965年 / 講談社文芸文庫、1994年)
- 内なる辺境 (新潮社、1971年 / のち中公文庫)
- 手について (プレス・ビブリオマーヌ、1973年)
- 笑う月 (新潮社、1975年 / のち文庫、改版2014年) - 創作ノート
- 都市への回路 (中央公論社、1980年）- 新版「内なる辺境／都市への回路」中公文庫、2019年
- 死に急ぐ鯨たち (新潮社、1986年 / 新潮文庫、1991年、新編・2024年)

#### 対談ほか
- 反劇的人間 (中公新書、1973年 / 中公文庫、1979年) - ドナルド・キーンとの対談
- 発想の周辺―安部公房対談集 (新潮社、1974年)
- 安部公房の劇場 七年の歩み (安部公房スタジオ編、1979年)
- 安部公房写真集（近藤一弥編、新潮社、2024年）- 全集ほか装幀、企画展示も行った
- 文学者とは何か（中央公論新社、2024年）- 三島由紀夫、大江健三郎との対話全5編、阿部公彦解説

### 詩集
- 無名詩集 (自費出版、1947年)

### 作品集
- 新潮日本文学46 安部公房集 (全1巻、新潮社、1970年 / 新装版 1981年) - 9篇収録[注釈 25]
- 安部公房全作品 (全15巻、新潮社、1972年-1973年)
- 安部公房全集 (全30巻、新潮社、1997年-2000年、2009年[注釈 26])

### 映画
- 壁あつき部屋 (1956年、松竹、脚本)

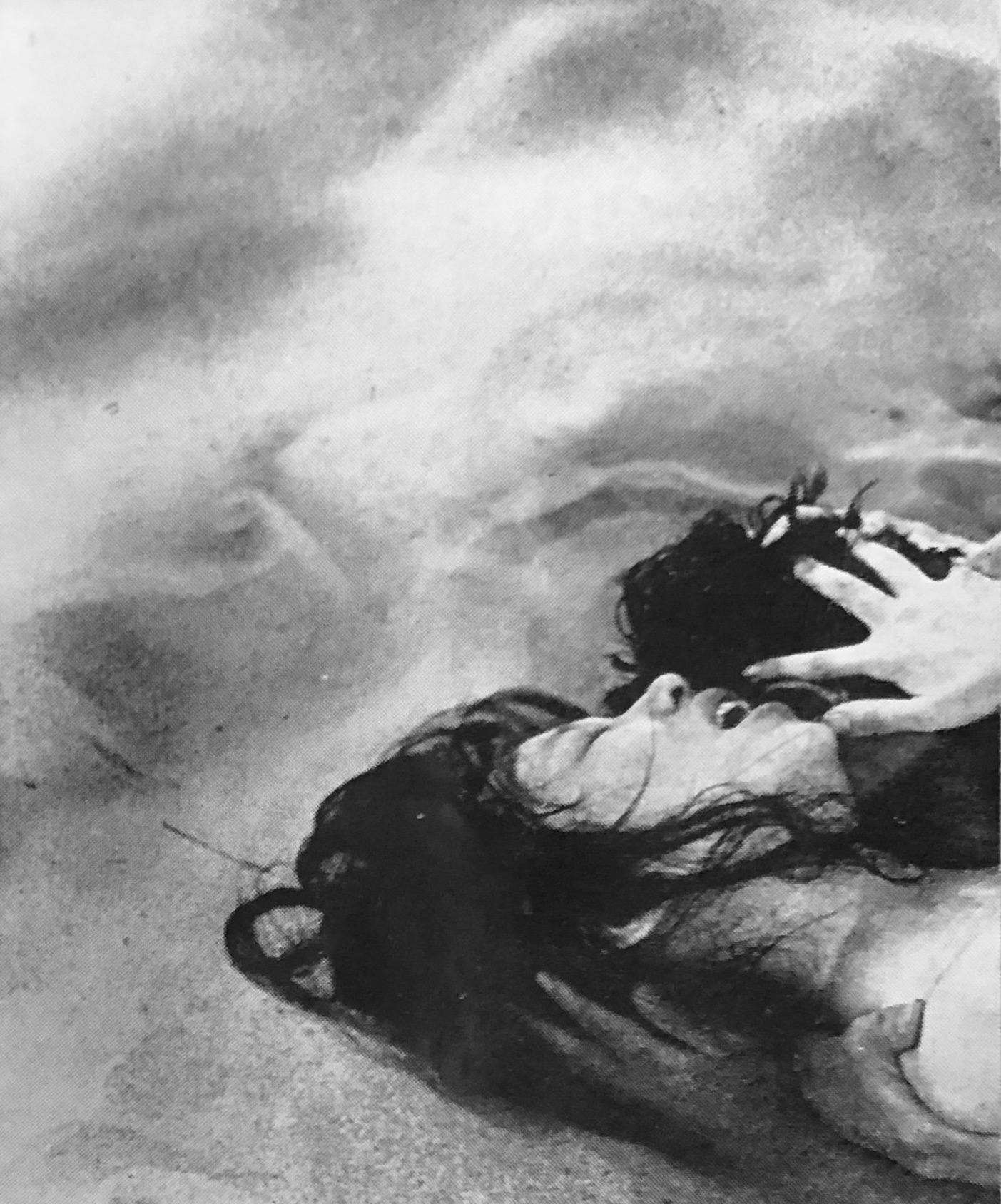
『砂の女』（1964年）

- おとし穴 (1962年2月、勅使河原プロ、原作・脚本) - テレビドラマ『煉獄』の映画化
- 砂の女 (1964年、東宝、脚本)
- 他人の顔 (1966年、東京映画、脚本)
- 燃えつきた地図 (1968年、大映、脚本)
- 時の崖 (1971年、自主映画、監督・脚本)
- 箱男（2024年、ハピネットファントム・スタジオ、原作）

### ラジオドラマ
- ひげの生えたパイプ
- お化けが街にやって来た
- 耳(文化放送、1956年11月)
- 棒になった男 (文化放送、1957年11月29日)
- 吼えろ! (朝日放送、1962年11月、脚本)
- 審判 (文化放送、1963年11月)

### テレビドラマ
- 魔法のチョーク (NHK、1958年、脚本)
- 円盤来たる (NHK、1959年2月、脚本)
- 人間そっくり (KRテレビ、1959年7月、脚本)
- 日本の日蝕 (NHK、1959年10月、脚本)
- 詩人の生涯 (朝日放送、1959年11月、脚本)
- 煉獄 (九州朝日放送、1960年10月、脚本)
- お化けの島 (NHK、1960年、脚本)
- 人命救助法 -おぼれる者は- (NHK、1961年7月、脚本)
- お気に召すまま (NETテレビ、1962年、企画・構成・監修・演出) - オムニバスシリーズ(全20回)
- モンスター (NHK、1962年、脚本)
- 闖入者 (1963年、脚本)
- 羊腸人類 (NET、1962年11月)
- 購入者 (NHK教育テレビ、1963年、脚本)
- 虫は死ね (「東芝日曜劇場」、北海道放送、1963年、脚本)
- こんばんは21世紀 (東京12チャンネル、1964年、構成) - 東京12チャンネル(現：テレビ東京)開局記念番組
- 目撃者 (「近鉄金曜劇場」、RKB毎日放送、1964年、脚本)

### 映像化作品
- 『砂の女』は、1964年に東宝より映画化された。監督：勅使河原宏、脚本：安部公房、音楽：武満徹、出演：岡田英次、岸田今日子。
- 『他人の顔』は、1966年に東宝より映画化された。監督：勅使河原宏、脚本：安部公房、音楽：武満徹、出演：仲代達矢、京マチ子。
- 『燃えつきた地図』は、1968年に東宝より映画化された。監督：勅使河原宏、脚本：安部公房、音楽：武満徹。出演：勝新太郎、市原悦子。
- 『友達』は、1988年に映画化された[165]。監督・脚本：シェル・オーケ・アンデション、撮影：ペーテル・モクロシンスキー。出演：デニス・クリストファー、レナ・オリン。

以下は映像化企画はあったが未制作となった作品。
- 『けものたちは故郷をめざす』(脚色：恩地日出夫。恩地氏のシナリオは、『映画評論』1965年8月号掲載。)
- 『第四間氷期』(脚色：安部公房、監督：堀川弘通。安部が1965年9月7日に脱稿した本作品のシナリオは東宝映画が映画化を企画。シナリオは、『映画芸術』1966年4月号掲載。)